# Carlo Pariset
Carlo Pariset (Crotone, 10 aprile 1902 – 1993) è stato un giornalista, funzionario e stenografo parlamentare italiano. Rivestì un ruolo di rilievo nella gestione delle fasi finali della Camera dei fasci e delle corporazioni durante la Repubblica Sociale Italiana, fino a essere nominato commissario straordinario della Camera nel pieno del periodo costituzionale transitorio.

## Biografia
Nato da Camillo Pariset (1876-1941), scrittore, storico e letterato parmigiano discendente da antenati francesi originari della Lorena, e Maria Nicoletta (1879-?), crotonese, Carlo era fratello di Dante Pariset (1903-1982), giornalista e scrittore che lavorò come corrispondente dalla Spagna per il settimanale Il Legionario, dove seguì le missioni del Corpo Truppe Volontarie.
Laureato in giurisprudenza e in scienze politiche, Pariset iniziò la sua carriera giornalistica come stenografo nella redazione de Il Littoriale e, dal 1920, collaborò con numerose testate tra cui il Resto del Carlino, Corriere Padano, Corriere Emiliano, Alpenzeitung e La Provincia di Bolzano. Tra il 1929 e il 1931 fu corrispondente da Parigi per la Gazzetta del Popolo.
Il 1º marzo 1932 iniziò a lavorare come stenografo presso la Camera dei deputati del Regno d'Italia, dopo aver superato un concorso pubblico. Nel corso della sua carriera arrivò ad assumere il ruolo di segretario capo stenografo, con il compito di supervisionare le attività stenografiche e documentare i lavori parlamentari. Rivestì tale incarico fino al 27 aprile 1945 quando, a seguito della fuga del commissario Araldo di Crollalanza, gli fu affidata la reggenza temporanea degli uffici della Camera a Venezia. La nomina avvenne per mano del tenente colonnello Giovanni Filipponi, comandante per il Comitato di Liberazione Nazionale della piazza di Venezia, in un periodo in cui si stava gestendo il rientro delle istituzioni parlamentari a Roma.
Durante il suo incarico, Pariset organizzò il trasferimento dei materiali e dei documenti della Camera, comprese casse contenenti verbali e fascicoli amministrativi, che riuscirono a rientrare nella capitale. In una lettera del 14 maggio 1945 indirizzata all'Ufficio di Presidenza della Camera, Pariset fornì un resoconto dettagliato dell'operazione e della situazione finanziaria, evidenziando la presenza di circa 3.600.000 lire su conti correnti veneziani, di cui 68.000 lire erano immediatamente disponibili. Tuttavia, non tutti i beni furono recuperati: durante il trasporto, infatti, una parte degli oggetti rimase dispersa e non fece più ritorno a Montecitorio.
Dopo aver svolto la reggenza temporanea degli uffici della Camera a Venezia nel 1945, Pariset tornò a ricoprire il ruolo di stenografo a Roma. Nell'aprile 1949 entrò nella Biblioteca della Camera dei deputati, assumendo un ruolo importante nella riorganizzazione dell’istituto. Insieme a Silvio Furlani, vincitore del concorso per segretario di Biblioteca nel 1947, collaborò durante il periodo di direzione provvisoria di Umberto Collamarini apportando il suo contributo fino a quando Furlani stesso divenne direttore, mettendo altresì a disposizione della Biblioteca la sua consolidata esperienza nella gestione e nella documentazione dei lavori parlamentari.
Carlo Pariset morì nel 1993.

## Vita privata
Il 4 novembre 1934 convolò a nozze a Ripatransone (AP) con la contessa Adele Fedeli; successivamente si sposò con Silvia Rosaria Stefanelli, dalla quale ebbe due figlie, Marinka e Valia.